# إلدريدج هوكينز
إلدريدج هوكينز هو محامي وسياسي أمريكي، ولد في 4 سبتمبر 1940. نشط حزبياً في الحزب الديمقراطي. وقد انتخب عضو جمعية نيوجيرسي العامة ‏.